# 彼德拉河 (圣胡安河支流)
彼德拉河（英語：Piedra River，西班牙語： 或 ）是美国科羅拉多州的一条河流，流经阿丘利塔縣、欣斯代爾縣和米納勒爾縣，幹流长度约为64千米，穿过一系列峡谷，于纳瓦霍湖注入科罗拉多河的支流圣胡安河。其名称源自西班牙语的单词 piedra，意思是“岩石”